# Charly Augschöll
Karl 'Charly' Augschöll (Innsbruck, 17 november 1955) is een Oostenrijkse jazzmuzikant. Hij speelt tenor- en altsaxofoon, klarinet en fluit, tevens is hij zanger.

## Biografie
Augschöll begon op de klarinet. Op zijn veertiende ontmoette hij de gitarist Walter Catulla, waardoor hij in aanraking kwam met de jazz. Hij studeerde aan het conservatorium van Innsbruck, als voortzetting van zijn studie aan de Musikhochschule in Graz. Hij won meerdere grote Oostenrijkse competities. Hij verdiende tijdens zijn studie geld als muzikant in de Tiroler Spatzen. Na het behalen van zijn diploma werkte hij enige tijd als soloklarinettist in een symfonieorkest, daarna ging hij zich richten op de jazz.
Halverwege de jaren 80 richtte hij het funk-georiënteerde kwartet Hotline op, dat in verschillende bezettingen al meer dan dertig jaar actief is. Sinds het begin van de jaren 90 toerde hij jarenlang in Charly Antolini's Jazz Power. Verder werkte hij met Chaka Khan, Johnny Guitar Watson, Shirley Bassey, Gloria Gaynor, Joy Fleming, Barbara Dennerlein, Aladár Pege en Art Farmer.

## Discografie (selectie)
- Get the Groove! (Koch Records 1985, met Thomas Bauer, Martin Thalhammer, Max Kinker)
- Charly Antolini, Charly Augschöll, Niels Henning Ørsted Pedersen, Fritz Pauer On the Beat (Bell Records 1993)
- All the Best (2008)
- Max Greger jun. & Charly Augschöll Max Meets Charly (2008)
- Crossfire (2013, met Jan Eschke, Robert Zimmermann, Max Kinker)